# Hjärtan, enigt sammanslutna
Hjärtan, enigt sammanslutna är en psalm om de kristnas enhet av herrnhutismens grundare Nikolaus Ludwig von Zinzendorf, skriven år 1725 då författaren var 25 år. Sannolikt skedde en bearbetning av texten av biskop Christian Gregor (1723-1801) år 1778. Psalmen översattes till svenska år 1913 av Oscar Mannström (6 verser) och bearbetades och förkortades år 1936 för 1937 års psalmbok (3 verser). År 1983 gjorde Britt G. Hallqvist en ny, varsamt moderniserad version av psalmen för Den svenska psalmboken 1986.
Texten bygger framför allt på Johannesevangeliet kapitel 15, om "vinträdet och grenarna", men även Romarbrevets 11:33-36 kan kännas igen.
Melodi av Gustaf Düben från 1674.

## Publicerad som
- Nr 170 i 1937 års psalmbok under rubriken "Kyrkan".
- Nr 58 i Den svenska psalmboken 1986, 1986 års Cecilia-psalmbok, Psalmer och Sånger 1987, Segertoner 1988 och Frälsningsarméns sångbok 1990 under rubriken "Kyrkan".[1]
- Nr 160 i Finlandssvenska psalmboken 1986 under rubriken "Kristi kyrka".